# Leverkusen-Halbmarathon
Der Leverkusen-Halbmarathon, ist ein Halbmarathon in Leverkusen, der seit 2001 im Juni stattfindet und mittlerweile zu den größten Halbmarathons in Deutschland zählt. Veranstalter sind der Sportpark Leverkusen und der SportBund Leverkusen e.V., Ausrichter der TuS 05 Quettingen e.V. Zum Programm gehören seit 2006 ein 10-km-Lauf sowie seit 2014 auch ein 5-km-Lauf.

## Streckenverlauf
Der Start ist in Opladen auf der Kölner Straße, geht an der St. Remigiuskirche vorbei und führt zunächst in einem Bogen über das NaturGut Ophoven, Quettingen, die Gezelinkapelle und das Schloss Morsbroich nach Alkenrath. Von dort aus folgt sie westwärts dem Lauf der Dhünn zur BayArena und nach Wiesdorf und Bürrig. Entlang des Wildparks Reuschenberg geht es dann zurück nach Opladen zum Ziel auf der Kölner Straße. Der 10-km-Lauf startet an der Kurt-Rieß-Anlage bei der BayArena und mündet unmittelbar danach in den zweiten Teil der Halbmarathon-Strecke. Im Jahr 2016 gab es zwei Besonderheiten beim Streckenverlauf. Zum einen verlief die Strecke bei km 2 nicht mehr am NaturGut Ophoven und am opladener Freibad entlang, sondern ging Richtung Stauffenberg- und Werkstättenstraße in die neue Neue Bahnstadt Opladen und dort am Funkenturm der KG Altstadtfunken vorbei nach Quettingen. Zum anderen ging es etwa bei km 10 erstmals durch die BayArena, was den diesjährigen Reparaturarbeiten an der Dhünnbrücke, auf der Bismarckstraße geschuldet war. Die Zeitmessung erfolgt mit dem Chrono-Track-System in der Startnummer.
Aufgrund eines Fehlers des Leitfahrzeuges und einer Unachtsamkeit des Streckenpostens schlugen die Läufer im Jahr 2005 beim Halbmarathon den falschen Weg ein, was in einer Verkürzung der Strecke um ca. 900 Meter resultierte.

## Statistik

### Streckenrekorde
Halbmarathon
- Männer: 1:03:16 h, Matthew Kipchirchir Kosgei (KEN), 2008
- Frauen: 1:11:40 h, Melanie Kraus (GER), 2001

10 km
- Männer: 29:04 min, Mario Kröckert (GER), 2006
- Frauen: 34:31 min, Melanie Kraus (GER), 2008

### Siegerlisten

#### Halbmarathon
| Jahr          | Männer                     | Nation             | Zeit              | Frauen               | Nation      | Zeit              |
| ------------- | -------------------------- | ------------------ | ----------------- | -------------------- | ----------- | ----------------- |
| 12. Juni 2022 | Hendrik Pfeiffer -2-       | Deutschland        | 1:08:04           | Lena Klaassen        | Deutschland | 1:27:04           |
| 16. Juni 2019 | Hendrik Pfeiffer           | Deutschland        | 1:06:21           | Claudia Schneider    | Deutschland | 1:23:45           |
| 10. Juni 2018 | Semere Fsehatsion          | Deutschland        | 1:11:37           | Mandy Kleimann       | Deutschland | 1:29:40           |
| 11. Juni 2017 | Jonas Müller               | Deutschland        | 1:14:29           | Inken Schmitz        | Deutschland | 1:35:25           |
| 19. Juni 2016 | Daniel Schmidt -2-         | Deutschland        | 1:10:13           | Aude Salord          | Deutschland | 1:19:27           |
| 21. Juni 2015 | George Degen               | Vereinigte Staaten | 1:09:08           | Sophie Lohmann       | Deutschland | 1:28:41           |
| 15. Juni 2014 | Daniel Schmidt             | Deutschland        | 1:12:16           | Christina Kröckert   | Deutschland | 1:23:08           |
| 9. Juni 2013  | Sören Kah                  | Deutschland        | 1:06:58           | Sabine Drumm-Becker  | Deutschland | 1:28:43           |
| 3. Juni 2012  | Abdelhadi El Hachimi       | Marokko            | 1:05:47           | Antonia Spahrkäs -2- | Deutschland | 1:27:42           |
| 19. Juni 2011 | Hamid El Fatni             | Frankreich         | 1:15:49           | Antonia Spahrkäs     | Deutschland | 1:30:13           |
| 13. Juni 2010 | Dieter Baumann             | Deutschland        | 1:13:29           | Melanie Kraus -5-    | Deutschland | 1:15:07           |
| 7. Juni 2009  | Mario Kröckert             | Deutschland        | 1:06:33           | Melanie Kraus -4-    | Deutschland | 1:17:54           |
| 8. Juni 2008  | Matthew Kipchirchir Kosgei | Kenia              | 1:03:16           | Susan Kirui -2-      | Kenia       | 1:14:42           |
| 10. Juni 2007 | Nicholas Kipruto Koech     | Kenia              | 1:03:44           | Susan Kirui          | Kenia       | 1:14:06           |
| 11. Juni 2006 | Robert Kiprop              | Kenia              | 1:08:39           | Melanie Kraus -3-    | Deutschland | 1:14:31           |
| 12. Juni 2005 | Getuli Bayo                | Tansania           | 1:01:30 (1:04:19) | Melanie Kraus -2-    | Deutschland | 1:09:58 (1:13:11) |
| 13. Juni 2004 | Carsten Eich               | Deutschland        | 1:07:24           | Sonja Oberem -2-     | Deutschland | 1:14:17           |
| 15. Juni 2003 | Eshete Elonde              | Äthiopien          | 1:04:47           | Sonja Oberem         | Deutschland | 1:13:22           |
| 16. Juni 2002 | Joaquim da Silva           | Portugal           | 1:10:27           | Judith Heinze        | Deutschland | 1:24:42           |
| 18. Juni 2001 | Thomas Lang                | Deutschland        | 1:11:24,5         | Melanie Kraus        | Deutschland | 1:11:39,1         |

#### 10 km
| Jahr | Männer                | Nation      | Zeit  | Frauen                | Nation      | Zeit  |
| ---- | --------------------- | ----------- | ----- | --------------------- | ----------- | ----- |
| 2022 | Matthias Domogalla    |             | 36:22 | Anastasiia Shevchenko |             | 43:03 |
| 2019 | Robert Milam          | Deutschland | 37:34 | Lena Klaassen -2-     | Deutschland | 38:25 |
| 2018 | Cocrelle Mathieu      | Frankreich  | 36:42 | Lena Klaassen         | Deutschland | 38:23 |
| 2017 | Daniel Singbeil       | Deutschland | 33:24 | Caroline Hardt        | Deutschland | 43:34 |
| 2016 | Marcel Bischhoff      | Deutschland | 34:14 | Isabelle Grosalski    | Deutschland | 45:22 |
| 2015 | Daniel Gruber         | Deutschland | 32:10 | Susanne Vizzari       | Deutschland | 42:48 |
| 2014 | Christian Kannegießer | Deutschland | 35:18 | Melanie Stemper       | Deutschland | 35:53 |
| 2013 | Kaber Belkorchi       | Deutschland | 30:54 | Lisabeth Wagner       | Deutschland | 36:50 |
| 2012 | Thomas Sambale        | Deutschland | 36:33 | Veronica Pohl -2-     | Deutschland | 35:35 |
| 2011 | Pascal Meißner        | Deutschland | 34:53 | Veronica Pohl         | Deutschland | 35:17 |
| 2010 | Matti Markowski       | Deutschland | 31:52 | Berit Scheid          | Deutschland | 43:55 |
| 2009 | Michael May           | Deutschland | 34:09 | Christl Viebahn       | Deutschland | 38:59 |
| 2008 | Mario Kröckert -3-    | Deutschland | 30:25 | Melanie Kraus -2-     | Deutschland | 34:31 |
| 2007 | Mario Kröckert -2-    | Deutschland | 30:43 | Melanie Kraus         | Deutschland | 35:44 |
| 2006 | Mario Kröckert        | Deutschland | 29:04 | Marlen Günther        | Deutschland | 38:33 |

#### 5 km
| Jahr | Männer                | Nation      | Zeit  | Frauen             | Nation      | Zeit  |
| ---- | --------------------- | ----------- | ----- | ------------------ | ----------- | ----- |
| 2022 | Marc Schneider        | Deutschland | 17:39 | Alexandra Tiegel   | Deutschland | 18:58 |
| 2019 | René Giesen           | Deutschland | 17:01 | Leonie Beele       | Deutschland | 21:51 |
| 2018 | Jonas Müller          | Deutschland | 16:08 | Rebekka Ackers -3- | Deutschland | 19:06 |
| 2017 | David Ranstler        | Deutschland | 17:02 | Rebekka Ackers -2- | Deutschland | 19:35 |
| 2016 | Christian Kannegießer | Deutschland | 17:51 | Meike Hardt        | Deutschland | 21:59 |
| 2015 | Sören Maak            | Deutschland | 17:39 | Rebekka Ackers     | Deutschland | 19:22 |
| 2014 | Björn Opitz           | Deutschland | 19:31 | Anna Voll          | Deutschland | 23:52 |

### Entwicklung der Finisherzahlen
| Jahr | Halbmarathon | davon Frauen | 10 km | davon Frauen | 5 km | davon Frauen |
| ---- | ------------ | ------------ | ----- | ------------ | ---- | ------------ |
| 2016 | 1827         | 480          | 881   | 299          | 403  | 191          |
| 2015 | 1773         | 431          | 863   | 296          | 310  | 155          |
| 2014 | 1807         | 445          | 882   | 273          | 217  | 101          |
| 2013 | 1815         | 423          | 784   | 261          | ---  | ---          |
| 2012 | 1815         | 416          | 771   | 239          | ---  | ---          |
| 2011 | 2035         | 443          | 883   | 252          | ---  | ---          |
| 2010 | 2060         | 442          | 589   | 185          | ---  | ---          |
| 2009 | 2047         | 433          | 317   | 163          | ---  | ---          |
| 2008 | 2137         | 452          | 244   | 103          | ---  | ---          |
| 2007 | 2295         | 470          | 130   | 56           | ---  | ---          |
| 2006 | 2346         | 590          | 112   | 50           | ---  | ---          |
| 2005 | 2633         | 590          | ---   | ---          | ---  | ---          |
| 2004 | 2675         | 581          | ---   | ---          | ---  | ---          |
| 2003 | 2288         | 514          | ---   | ---          | ---  | ---          |